# Volksbank Heilbronn
Die Volksbank Heilbronn eG war eine Genossenschaftsbank mit Sitz in Heilbronn, die 2021 mit der VR Bank Schwäbisch Hall-Crailsheim zur VR Bank Heilbronn Schwäbisch Hall eG fusionierte.

## Geschichte
Der einer jüdischen Bankiersfamilie entstammende Heilbronner Kaufmann Abraham Gumbel (1852–1930) gründete im Dezember 1909 den Heilbronner Bankverein, eine GmbH, deren Geschäftsführer er wurde und bis zu seinem Tod am 25. Dezember 1930 blieb. Zu Beginn war der Bankverein am Heilbronner Marktplatz (Haus Nr. 2) ansässig, ab 1917 dann neben der Kilianskirche auf der dem Marktplatz gegenüberliegenden Seite der Kaiserstraße (Ecke Windgasse) im Haus Nr. 34. Zu Beginn der 1930er-Jahre trat der Bankverein dem Württembergischen Genossenschaftsverband bei.
Zweiter Geschäftsführer wurde der bisherige Prokurist Otto Igersheimer (1879–1942). Der Jude Igersheimer blieb nach der Machtübernahme der Nationalsozialisten nicht lange im Amt. Nachdem am 25. April 1933 die Wohnung Igersheimers und die Bank von je 30 Nationalsozialisten besetzt wurden und eine rund 300-köpfige Menschenmenge vor der Bank die Auslieferung Igersheimers forderte, entließ ihn der Vorstand noch am gleichen Tag. Die NS-Tageszeitung Heilbronner Tagblatt bejubelte tags darauf die „absolute Judenreinheit dieses bodenständigen Bankinstitutes“. Nachfolger Igersheimers wurde der Prokurist Heinrich Wurster (1886–1964), der zusammen mit Max J. Hoffmann die Geschäftsführung übernahm und bis Ende 1961 im Amt blieb.
Der Luftangriff auf Heilbronn am 4. Dezember 1944 zerstörte auch das Gebäude des Bankvereins, in dem in den Folgejahren nur eine Zahlstelle aufrechterhalten wurde. Die Verwaltung der Bank kam zunächst im benachbarten Weinsberg, dann in verschiedenen Heilbronner Provisorien unter. 1951 war der Wiederaufbau des Bankgebäudes nach Entwürfen von Hermann Denzinger (* 17. Juni 1914, † 14. Juli 1985), deutscher Architekt aus Gundelsheim, abgeschlossen.
1956 wurde die Privatbank in eine Kreditgenossenschaft umgewandelt, und 1982 änderte der Heilbronner Bankverein seinen Namen in Volksbank Heilbronn. 1993 bezog die Bank schließlich das unweit des früheren Sitzes gelegene heutige Gebäude an der Allee 20, gegenüber der Einmündung der Kaiserstraße.
Die Volksbank Heilbronn fusionierte im Jahr 1972 mit der Genossenschaftsbank Untergruppenbach eGmbH, 1987 mit der Volksbank Weinsberg eG, 1992 mit der Volksbank Neckarsulm eG und der Volksbank Untereisesheim eG, 1998 mit der Raiffeisenbank Neckargartach eG und 2001 mit der Volksbank Bad Friedrichshall eG und der Volksbank Bad Wimpfen-Gundelsheim eG.
Zugunsten eines Neubaus wurde 2011 die benachbarte Villa Hauck abgebrochen. Seit Anfang Juli 2013 ist die Schaufassade zu sehen: „mit zwei in Muschelkalkstein gehaltenen Seitenflügeln und der Glasfront eines Saals, unter dem sich ein großer Innenhof öffnet“. Der verglaste Festsaal zwischen den Seitenflügeln wurde nach dem jüdischen Bankier und Begründer des Heilbronner Bankvereins als Vorläufer der heutigen Volksbank Heilbronn „Abraham-Gumbel-Saal“ benannt. Reinhold Gall beschrieb den 30 Millionen-Euro-Bau bei der Einweihung am 7. November 2013  als „eine städtebauliche Perle für Heilbronn“.
Am 22. April 2021 wurde bekannt, dass die Volksbank Heilbronn ein Fall für die Sicherungseinrichtung des BVR geworden ist. Nach Informationen der Börsen-Zeitung musste die Sicherungseinrichtung des Bundesverbands der Deutschen Volks- und Raiffeisenbanken (BVR) der Volksbank Heilbronn einen hohen zweistelligen Millionenbetrag zuschießen, um auf diese Weise eine drohende Insolvenz abzuwenden und einen Zusammenschluss mit der VR Bank Schwäbisch Hall-Crailsheim zu ermöglichen. Das Heilbronner Primärinstitut war im Zuge fehlschlagender Zinswetten in Schieflage geraten.
Die Volksbank Heilbronn fusionierte im Juli 2021 rückwirkend zum 1. Januar 2021 mit der VR Bank Schwäbisch Hall-Crailsheim zur VR Bank Heilbronn Schwäbisch Hall eG.

## Geschäftsgebiet
Das Geschäftsgebiet der Volksbank Heilbronn umfasst nach mehreren Fusionen mit anderen Volksbanken (beispielsweise Weinsberg, Neckarsulm, Bad Friedrichshall und Bad Wimpfen-Gundelsheim) folgende Städte und Gemeinden: Bad Friedrichshall, Bad Rappenau, Bad Wimpfen, Gundelsheim, Heilbronn, Neckarsulm, Oedheim, Offenau, Untereisesheim, Untergruppenbach und Weinsberg.